# TOI-2570
TOI-2570 — одиночная звезда в созвездии Возничего на расстоянии около 1169 световых лет (около 358 парсек) от Солнца. Видимая звёздная величина звезды — +12,652m. Возраст звезды определён как около 4,4 млрд лет.
Вокруг звезды обращается, как минимум, одна планета.

## Характеристики
TOI-2570 — жёлтый карлик спектрального класса G2V. Масса — около 1,063 солнечной, радиус — около 1,095 солнечного, светимость — около 1,199 солнечной. Эффективная температура — около 5738 К.

## Планетная система
В 2022 году группой астрономов, работающих в рамках программы TESS, было объявлено об открытии планеты TOI-2570 b.